# Teofil Roman
Teofil Roman (pe numele de mirean Petru Roman; n. 13 mai 1971, Desești, Maramureș, România) este un episcop român cu titulatura episcop de Iberia, arhiereu-vicar al Episcopiei Spaniei și Portugaliei

## Biografie
S-a născut în anul 1971 în comuna Desești , județul Maramureș din părinți drept credincioși Gheorghe și Maria. Între anii 1977-1985 a frecventat Școala elementară, clasele 1-8, în satul natal.
Mai apoi, Între 1985-1989 a fost la Liceul Industrial Nr. 2 din Sighetu-Marmației unde a obținut diploma de Bacalaureat.Frecvetând din anul 1989 până în 1992 Seminarul Teologic Ortodox din Cluj-Napoca
Întru final, între anii 1992-1996 a frecventat Cursurile Facultății de Teologie Ortodoxă din Cluj-Napoca pe care a absolvit-o cu media 9, 08, susținând Teza de licență la catedra de Teologie-morală cu titlul „Familia și monahismul în viața Bisericii”.
5 noiembrie 1991 închinoviat în obștea Mânăstirii „Adormirea Maicii Domnului” din Nicula
8 martie 1992   tuns în monahism cu numele de Teofil
25 martie 1992   hirotonit ierodiacon
16 iulie 1992  hirotonit ieromonah pe seama Sfintei Mânăstiri Nicula
1995-2008 a împlinit slujirea de duhovnic al Sfintei Mânăstiri „Izvorul Tămăduirii” din localitatea Salva, județul Bistrița-Năsăud
1998 hirotesit protosinghel
1998-2002 președinte al Consistoriului Monahal Eparhial
2002-2008 Exarh al mânăstirilor din Arhiepiscopia Vadului Feleacului și Clujului
15 august 2002 hirotesit arhimandrit la Mânăstirea Nicula cu ocazia hramului jubiliar, de către PF Părinte Teoctist – Patriarhul Bisericii Ortodoxe Române
2008-aprilie 2018 eclesiarhul Catedralei Mitropolitane din Cluj-Napoca, preluând iarăși ascultarea de președinte al Consistoriului Monahal Eparhial. 10 mai 2013 i s-a acordat distincția onorifică „Crucea Patriarhală”.
15 februarie 2018 a fost ales arhiereu vicar al Episcopiei Ortodoxe Române a Spaniei și Portugaliei.
15 aprilie 2018 a fost hirotonit episcop în Catedrala Ortodoxă din Madrid